# Marc Galabru
Pour les articles homonymes, voir Galabru (homonymie).
 (février 2022).
Si vous disposez d'ouvrages ou d'articles de référence ou si vous connaissez des sites web de qualité traitant du thème abordé ici, merci de compléter l'article en donnant les références utiles à sa vérifiabilité et en les liant à la section « Notes et références ».
Marc Galabru, né le 30 janvier 1929 à Safi et mort le 5 octobre 2014 à Perpignan, est un médecin et écrivain français.

## Biographie
Originaire de Béziers, fils de Paul Galabru et d'Yvonne Payré, Marc Galabru est le frère cadet de Michel Galabru. Homme de lettres (il a notamment créé une revue littéraire avec Michel Polac) autant que de théâtre. Il a exercé la médecine à Troyes, dans l'Aube, où il avait notamment pour patient Raphaël Mezrahi.
Il est inhumé au cimetière vieux du Bousquet-d'Orb (Hérault).

## Œuvres
- Le Petit Cheval dans le mauvais temps, (récit), Moissac, Mille plumes, 2008, 275 p.  (ISBN 2-7480-2633-0) ; rééd. Moissac, Mille plumes, 2009, 230 p.
- Le Coup du soir, (récit), Moissac, Mille plumes, 2009, 254 p.  (ISBN 978-2-7480-3585-8) ; rééd. Moissac, Mille plumes, 2009, 257 p.  (ISBN 978-2-35826-018-3).
- Une si longue marche, (roman), Moissac, Mille plumes/L'Escarène, 2009, 163 p.  (ISBN 978-2-35826-014-5).
- Le Monogame intermittent, (roman), Moissac, Mille plumes/L'Escarène 2010.
- Galabru Marc raconte Galabru Michel, (biographie), Moissac, Mille plumes/L'Escarène, 2011.
- Contes de toujours, (nouvelles), Moissac, Mille plumes/L'Escarène, 2012.

## Prix
- 2008 : prix Littré de la meilleure nouvelle pour Le Coup du soir
- 2008 : 1er prix au Printemps du rire de Toulouse
- 2011 : prix de l'Humour au salon du livre de Mazamet du 13 mai 2011